# Golfo de Honduras

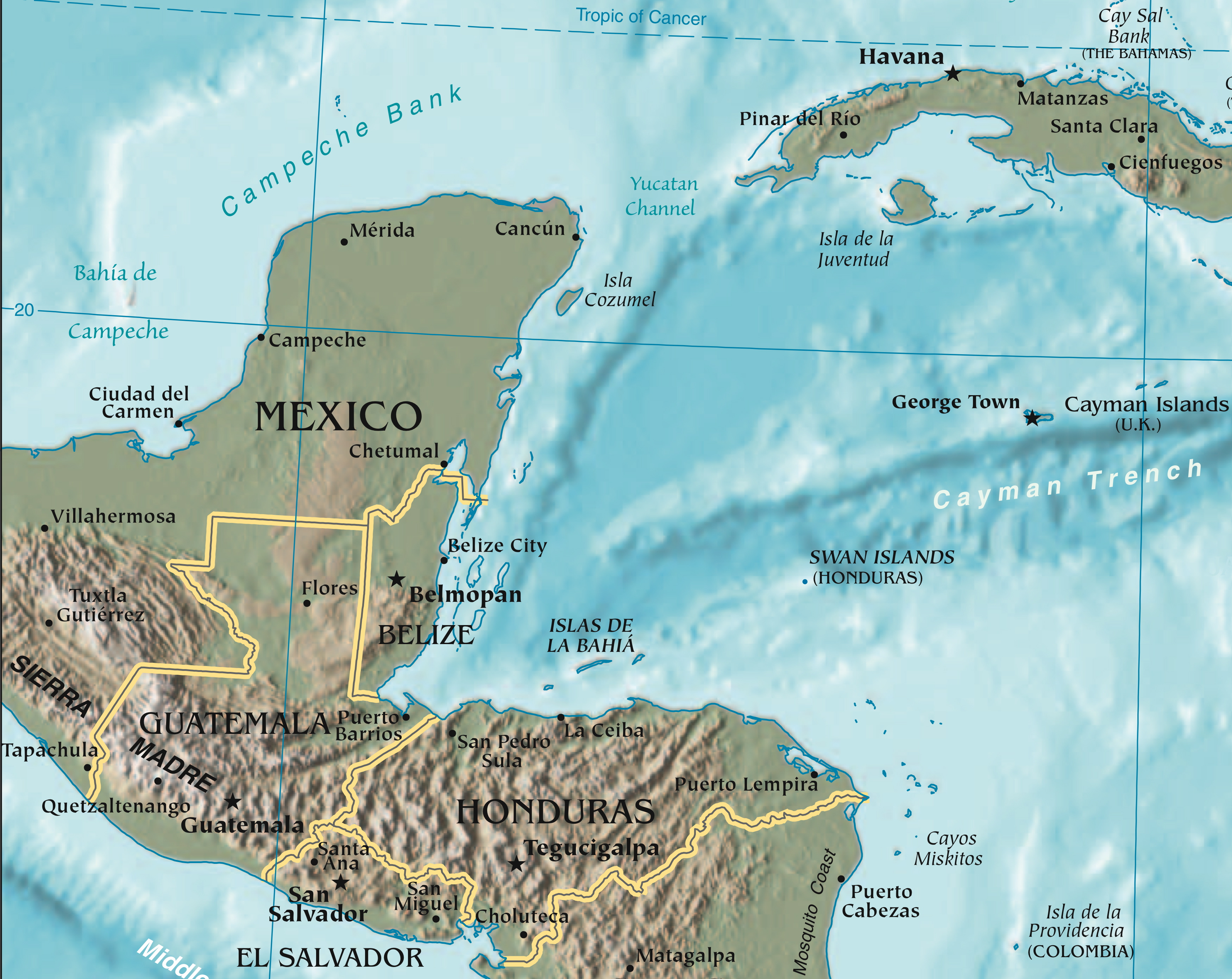
O golfo das Honduras encontra-se no centro deste mapa.

O golfo das Honduras pt / golfo de Honduras br ou baía das Honduraspt / baía de Honduras br é uma extensão do mar das Caraíbas pt / mar do Caribe br que penetra as costas de Belize, Honduras e Guatemala. De norte para sul, estende-se por cerca de 200 quilômetros desde Dangriga, no Belize, até La Ceiba, em Honduras.
Vários rios fluem para o golfo desde a América Central continental, incluindo o Motagua e o Úlua. O lago de Izabal na Guatemala encontra-se ligado ao golfo por um canal estreito.
Existem no golfo das Honduras numerosos recifes e pequenas ilhas. É aqui que se encontra o segundo maior recife de coral do mundo, a Barreira de Coral do Belize.